# 吉村真悟
吉村 真悟（よしむら しんご、1983年 - ）は、福岡県北九州市出身の映画監督。

## 人物
美術大学在学中から映画制作を開始し、B級映画、ゾンビ映画をこよなく愛す。傾向としては、自身の得た実体験や妄想世界（時には影響を受けた映画の世界なども含まれる）を再構築し、時制を複雑に進行させる作品が多い。

## 略歴
1983年福岡県生まれ。2000年武蔵野美術大学映像学部映像学科に入学し、主に実写による映画及び実験映像の制作を行う。2005年、俳人である祖父・吐田文夫の句集をモチーフにした短編映画「花筵」が、スキップシティ国際Dシネマ映画祭奨励賞・川口市民賞を受賞、国内外の映画祭に出品されるなどして頭角を現す。08年、短篇「春のシオンで」にて商業映画デビュー。また、テレビ制作も行っており、BSフジ「Beポンキッキ」にて放映されている「もじあるき」の演出などを行なっている。

## エピソード
- 西武鉄道に対する愛着が深い。
- B級と名のつくものへのこだわりがあり、特にB級グルメを「がっかり食堂」と名づけ、その発掘をライフワークとしている。
- わかばを愛煙している。

## 作品
- 『Johnny B. Goode』（1999年、監督） ※北九州市立美術館にて上映
- 『ハレンケ』（2002年、監督・脚本）
- 『十年後十年前』（2003年、監督・脚本）
- 『花筵』（2005年、監督・脚本） ※スキップシティ国際Dシネマ映画祭　奨励賞・川口市民賞
- 『春のシオンで』（2008年、監督・脚本） ※ショートフィルム配信サイト「短篇.jp」の新人監督発掘プロジェクト第3弾「ココダケノハナシ」にてDVD化。
- 『もじあるき』（2008年～、演出） ※BSフジ『Beポンキッキ』内コーナー

## 関連作品
- 『IMMEASURABLE MYSTIC BOOK』（監督：平沢翔太/2007年、出演）　※ぴあフィルムフェスティバル2006　審査員特別賞
- 『外山候補者に会いに行く』（web動画/2007年、撮影・編集・出演）　※2007年東京都知事候補・外山恒一への突撃ルポ
- 『Liquid Fiction』（監督：棚田清/2010年、共同脚本・撮影・編集）